# Millennium Force

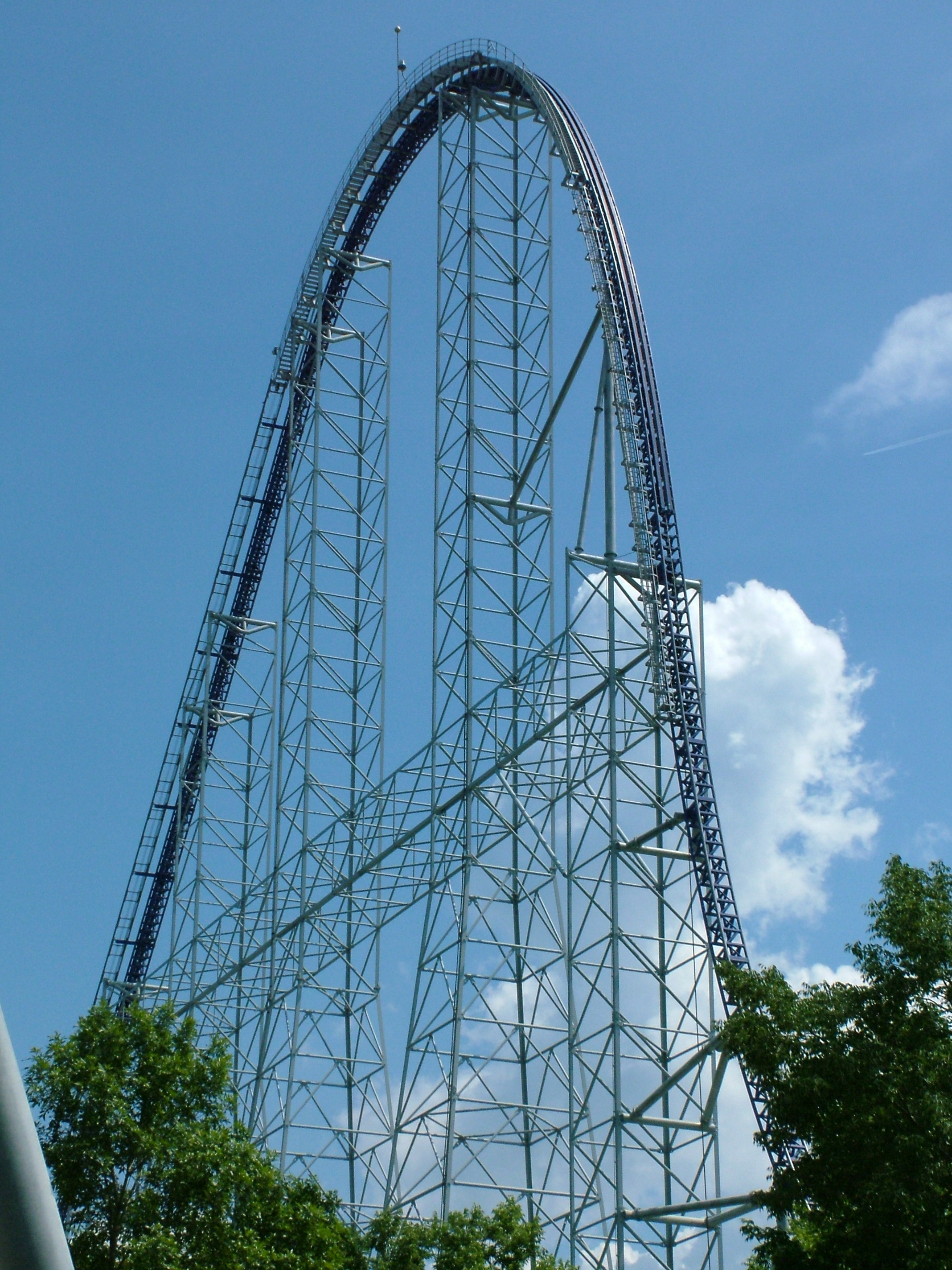
Trecho da Millennim Force

Millennium Force é uma montanha russa situada no Cedar Point, em Sandusky, Ohio.

## História
Foi inaugurada em 13 de maio de 2000, no Parque de diversões Cedar Point. No ano de seu lançamento ela era considerada a montanha russa mais alta do mundo, com 94,5m. Hoje, devido a montanhas-russas mais altas do que ela, fez com que ela perdesse este título. Atualmente ela ocupa a 6ª posição na lista de montanhas-russas de aço mais altas do mundo.

## Ficha Técnica
- Parque de Diversões: Cedar Point (Sandusky, Ohio 44870 EUA)
- Tipo: Aço - Sentada
- Situação: Em operação desde 13/5/2000
- Construtor / Modelo: Intamin AG / Giga Coaster
- Extensão: 2010 metros
- Altura: 94,5 metros
- Queda: 91 metros
- Inversões: 0
- Velocidade: 149 Km/h
- Inclinação máxima: 80 Graus